# Gohan (comida)

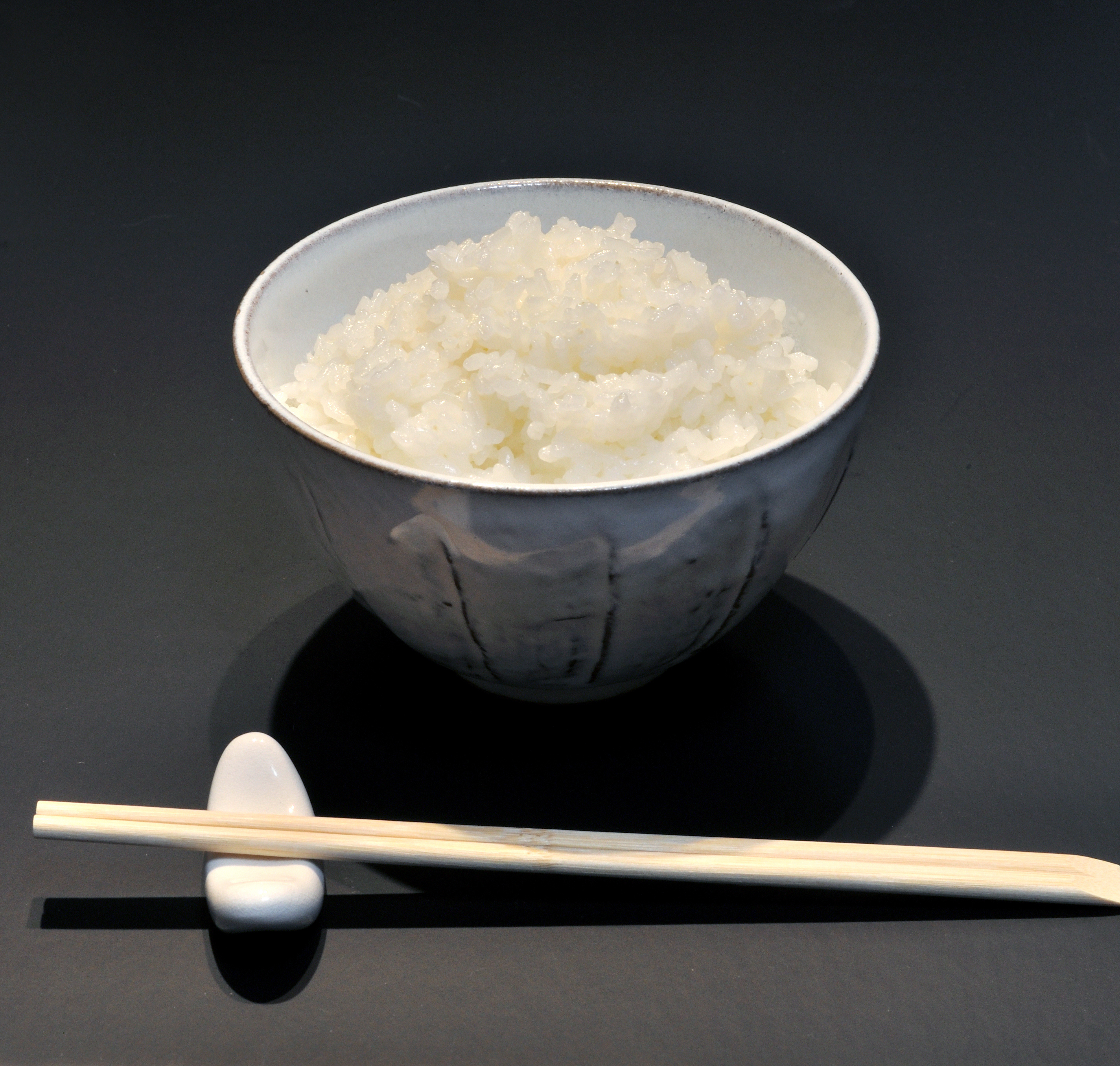
Gohan

O gohan (御飯) é o arroz cozido na água japonesa, também significa refeição em japonês. Também é o equivalente aos ocidentais.
Este arroz é preparado a partir de arroz redondo japonês cozido sem nenhum condimento. É tradicionalmente consumido em uma tigela, juntamente com todos os pratos disponíveis na mesa.